# ZARD BLEND 〜SUN&STONE〜
《ZARD BLEND〜SUN & STONE〜》，是日本樂團ZARD第1張精選輯。1997年4月23日發行。

## 内容
- ZARD的首張精選輯。在電視宣傳廣告裏以「Summer Best Album」稱呼此作，符合大衆對最佳專輯的定義，但ZARD官方的第一張最佳專輯則是兩年後發行的《ZARD BEST The Single Collection〜軌跡〜》。而本作被重新定義為「收錄以夏天為主題的歌曲的精選輯」，並非最佳專輯。
- 同公司的另一知名組合B'z在之前曾經為BMG JAPAN旗下，BMG JAPAN在未有得到B'z的批准，便在1997年4月26日發行《Flash Back -B'z Early Special Titles-》。因此，Being的代表長戶大幸突然決定調動《ZARD BLEND〜SUN & STONE〜》到同一星期發行，以作反擊。
- 由於發行日子的變動，當初原定收錄在新的原創專輯的單曲《Don't you see!》、《每當想見你的時候...》被調往此精選輯，這兩張單曲之後也從未被收錄到任何原創專輯之中。
- 此作收錄的歌曲全部都是復刻版，其中幾首歌曲由坂井泉水指定的Michael H. Brauer進行混音[2]。
- 為了加強宣傳此專輯，大阪的地方電台FM802的音樂節目「SUPER J-HITS RADIO」連續兩星期播出ZARD特輯節目，也有播放坂井的個人感想[3]。

## 收錄曲
全演唱作词由坂井泉水担当。
1. 每當想見你的時候... (日语：君に逢いたくなったら…)
作曲：織田哲郎
編曲：葉山武 
第20張單曲A面。未被收錄到任何原創專輯。混音工作由原本單曲版本的相原雅之變為野村昌之擔任，此後的最佳專輯，包括《ZARD BEST 〜Request Memorial〜》、《ZARD Request Best 〜beautiful memory〜》、《ZARD Forever Best 〜25th Anniversary〜》，以及本身單曲的追加發貨和復刻版，都是收錄此混音版本[2]。
2. 搖擺的想念 (日语：揺れる想い)
作曲：織田哲郎
編曲：明石昌夫
第8張單曲A面。
3. 你不在 (日语：君がいない)
作曲：栗林誠一郎（日语：栗林誠一郎）
編曲：明石昌夫
第7張單曲A面。
4. 敞開心扉 (日语：心を開いて)
作曲：織田哲郎
編曲：池田大介
第18張單曲A面。
5. Good-bye My Loneliness (日语：Good-bye My Loneliness)
作曲：織田哲郎
編曲：明石昌夫
第1張單曲A面。坂井泉水表示其永遠無法忘記的出道單曲，由Michael H. Brauer重新混音[2]。
6. IN MY ARMS TONIGHT (日语：IN MY ARMS TONIGHT)
作曲：春畑道哉
編曲：明石昌夫 
第5張單曲B面。Michael H. Brauer表示重新混音的版本比較「乾燥」。
7. 別忘記那個微笑 (日语：あの微笑みを忘れないで)
作曲：川島美香（日语：川島だりあ）
編曲：明石昌夫
第3張原創專輯《HOLD ME》的收錄歌曲。為了宣傳這次的精選輯，官方特地為此曲進行MV拍攝，MV的場景是在湖邊的小屋，片中看到坂井在周圍散步。此作的封面正是片中的小屋。
8. Oh my love (日语：Oh my love)
作曲：織田哲郎
編曲：明石昌夫
第5張原創專輯《OH MY LOVE》的收錄歌曲。
9. 明年夏天也 (日语：来年の夏も)
作曲：栗林誠一郎
編曲：葉山武
第5張原創專輯《OH MY LOVE》的收錄歌曲，由Michael H. Brauer重新混音[2]。此精選輯的版本裏，回音效果被減少，坂井的歌聲、和聲、所有樂器都變得非常清晰，混音與原版有很大出入。
10. 脫去高跟鞋 (日语：ハイヒール脱ぎ捨てて)
作曲：栗林誠一郎
編曲：明石昌夫
第6張原創專輯《forever you》的收錄歌曲。在此精選輯的版本，前奏的薩克斯風以及管樂器的音色與原版不同，鼓聲的高音頻部分被調低。
11. Don't you see! (日语：Don't you see!)
作曲：栗林誠一郎
編曲：葉山武
第19張單曲A面。未被收錄到任何原創專輯。被重新混音，此後的最佳專輯，包括《ZARD BEST 〜Request Memorial〜》、《ZARD Request Best 〜beautiful memory〜》、《ZARD Forever Best 〜25th Anniversary〜》，以及本身單曲的追加發貨和復刻版，都是收錄此混音版本[2]。
12. 擁抱不眠之夜 (日语：眠れない夜を抱いて)
作曲：織田哲郎
編曲：明石昌夫・池田大介
第4張單曲A面。
13. 即使我這麽愛你〜Hold Me〜 (日语：こんなに愛しても〜Hold Me〜)
作曲：栗林誠一郎
編曲：明石昌夫
第3張單曲B面。不過利用了收錄在第3張原創專輯《HOLD ME》的版本進行重新混音，由Michael H. Brauer重新混音[2]。在此精選輯裏的曲名添加了「〜Hold Me〜」字眼。

## 參加者
ZARD
- 坂井泉水：Vocal

Guest  Musicians
- 大黑摩季：Chorus
- 川島美香（日语：川島だりあ）：Chorus
- 生沢佑一：Chorus
- 栗林誠一郎（日语：栗林誠一郎）：Chorus
- 牧穂エミ：Chorus
- 大田紳一郎：Chorus
- 村上恭太郎：Chorus